# Osphranteria
Osphranteria is een kevergeslacht uit de familie van de boktorren (Cerambycidae). De wetenschappelijke naam van het geslacht werd voor het eerst geldig gepubliceerd in 1850 door Ludwig Redtenbacher.

## Soorten
Osphranteria omvat de volgende soorten:
- Osphranteria coerulescens Redtenbacher, 1850
- Osphranteria lata Pic, 1956
- Osphranteria suaveolens Redtenbacher, 1850